# 规范理论 (数学)
数学中，特别是在微分几何与数学物理中，规范理论（gauge theory）是对向量丛、主丛、纤维丛上的联络的一般研究。数学中的规范理论不应与物理学中的规范场论相混淆，后者是一种允许规范对称性的场论。数学中，理论指的是数学理论，包括对一系列概念或现象的一般研究，而物理学中，理论是某种自然现象的数学模型。
数学中的规范理论通常涉及规范理论方程的研究，即涉及向量丛或主丛上联络或向量丛截面的微分方程，因此规范理论同几何分析有密切联系。这些方程通常有物理意义，与量子场论或弦论中的重要概念相对应，同时也有重要的数学意义。例如，杨-米尔斯方程是主丛上联络的偏微分方程组，其解在物理中对应经典场论运动方程的真空解，即叫做瞬子的粒子。
规范理论用于构造光滑流形的新不变量、奇特的几何结构（如超卡勒流形），以及对代数几何中的重要结构（如向量丛的模空间与凝聚层）进行代替描述。

## 历史
规范理论的起源可追溯到描述经典电磁学的麦克斯韦方程组，它可表述为以圆群为结构群的规范理论。保罗·狄拉克在磁单极子和相对论量子力学方面的研究孤立了这样一种观点：丛和联络是表述量子力学中许多问题的正确方法。随着罗伯特·米尔斯和杨振宁关于杨-米尔斯规范理论（标准模型的前身）的开创性工作，数学物理中的规范理论成为重要的研究领域。
规范理论的数学理论源于迈克尔·阿蒂亚、艾沙道尔·辛格和奈杰尔·希钦关于4维黎曼流形上自对偶方程的工作。这项工作研究了欧氏空间上自对偶联络（瞬子）的模空间，并证明其维度为{\displaystyle 8k-3}，其中k是正整参数。这与物理学家发现的BPST瞬子有关，即{\displaystyle k=1}的4维杨-米尔斯方程的真空解。这种瞬子由5个参数定义，中心{\displaystyle z\in \mathbb {R} ^{4}}，标度{\displaystyle \rho \in \mathbb {R} _{>0}}，对应{\displaystyle 8-3=5}-维模空间。
大约在同一时间，阿蒂亚和理查德·沃德发现了自对偶方程的解与复射影空间{\displaystyle \mathbb {CP} ^{3}}上代数丛之间的联系。另一个重要的早期发现是阿蒂亚、弗拉基米尔·德林费尔德、希钦和尤里·马宁发展出的ADHM构造。这一构造使得欧氏空间{\displaystyle \mathbb {R} ^{4}}上的反自对偶方程可从纯粹的线性代数数据中求解。
1980年代初，数学规范理论的发展取得了重大突破。此时，阿蒂亚和拉乌尔·博特关于黎曼曲面上杨-米尔斯方程的重要工作表明，规范理论问题可以产生有趣的几何结构，从而推动了无穷维动量映射、等变莫尔斯理论及规范理论同代数几何间关系的发展。凯伦·乌伦贝克在这一时期开发了几何分析的重要工具，研究了联络和曲率的分析性质，证明了重要的紧性结果。西蒙·唐纳森和爱德华·威滕的研究是该领域最重要的进展。
唐纳森结合代数几何与几何分析技术，构造了4维流形的新不变量，即唐纳森不变量。这些不变量可以证明一些新颖的结果，如存在不允许光滑结构的拓扑流形，或欧氏空间{\displaystyle \mathbb {R} ^{4}}上存在许多不同的光滑结构。唐纳森因这项工作获得了1986年的菲尔兹奖。
威滕同样观察到了规范理论描述拓扑不变量的能力，他将3维陈-西蒙斯理论中产生的量与纽结理论中的琼斯多项式联系起来。这项工作以及唐纳森不变量的发现，以及安德烈斯·弗洛尔关于弗洛尔同调的新研究启发了拓扑量子场论。
在发现了规范理论定义流形不变量的能力后，数学规范理论越发知名。人们发现了更多不变量，如塞伯格-威滕不变量和瓦法-威滕不变量等。唐纳森、乌伦贝克和丘成桐关于杨-米尔斯联络与稳定向量丛的小林-希钦对应研究实现了与代数几何的紧密联系。奈杰尔·希钦与卡洛斯·辛普森在希格斯丛方面的研究表明，规范理论产生的模空间可能具有奇特的几何结构，如超卡勒流形，以及通过希钦系统和可积系统的联系，实现了与弦论和镜像对称猜想的联系，其中规范理论对表述同调镜像对称和AdS/CFT对偶至关重要。

## 基本对象
规范理论的基本关注对象是向量丛和主丛上的联络。本节中，我们将简要回顾这些构造，详见各自的条目。这里描述的结构是微分几何文献中的标准结构，从规范理论角度对这主题的介绍可见唐纳森与Peter Kronheimer的著作。

### 主丛

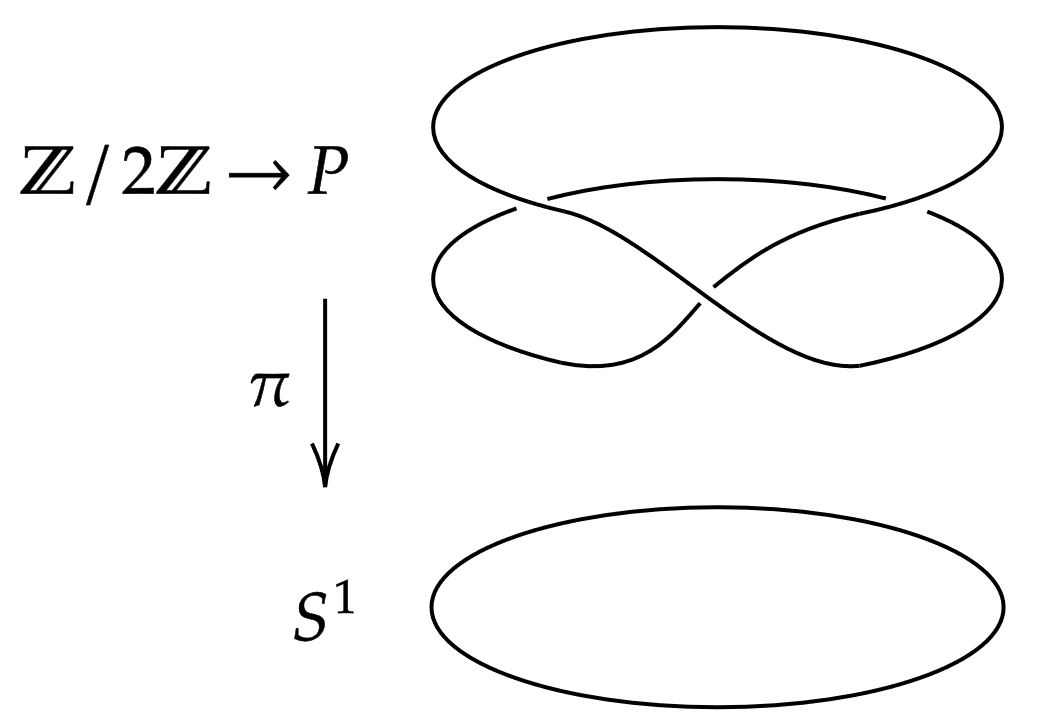
圆上的非平凡Z/2Z主丛。没有明显的方法确定每个纤维中的+1或-1对应哪个点。此丛是非平凡的，因为射影π没有全局定义的截面。

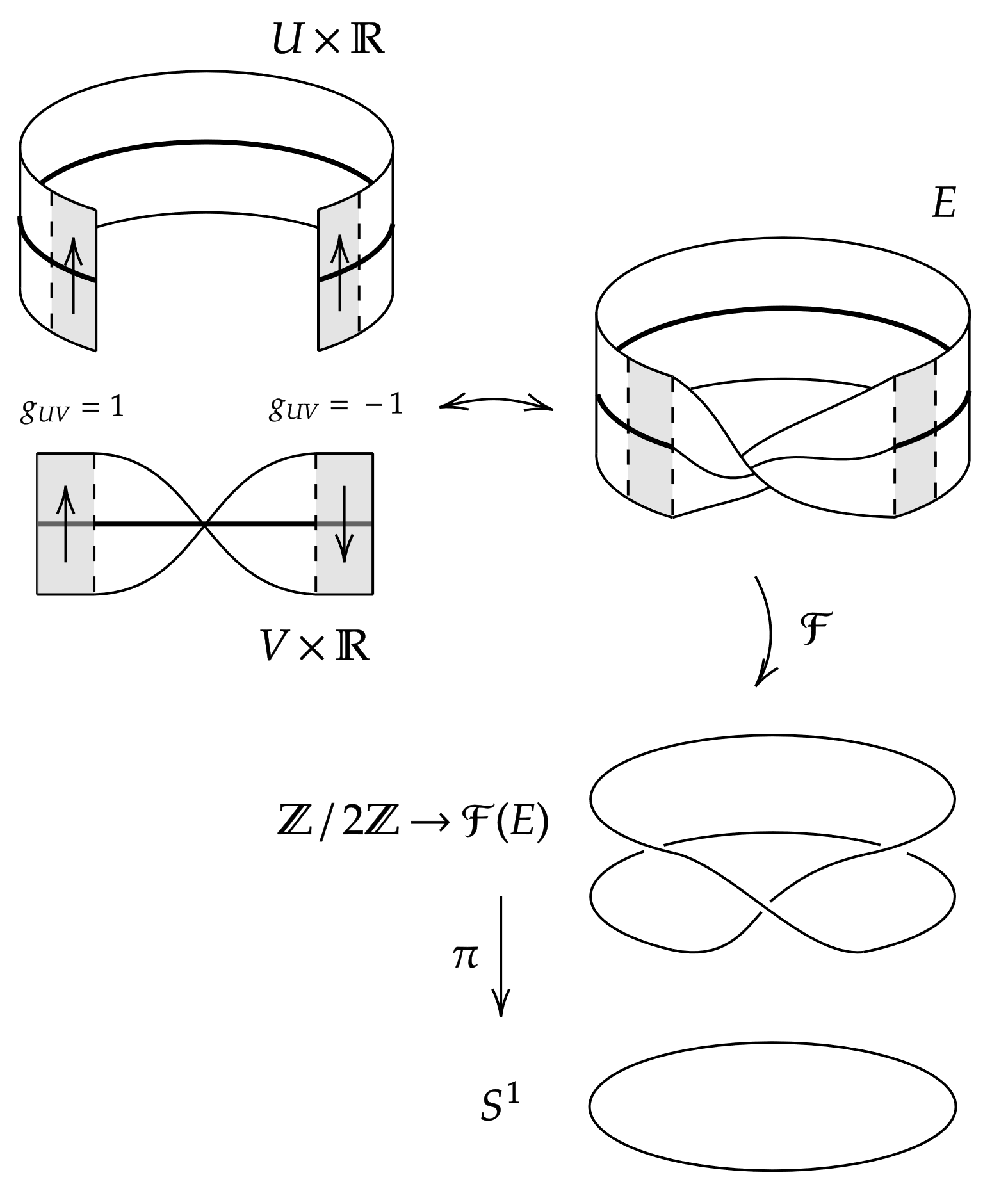
莫比乌斯带E的标架丛是圆上的非平凡主-丛。

规范理论的核心研究对象是主丛和向量丛。选择对象本质上是任意的，但从物理角度看，主丛是描述规范场的自然对象，而且在数学上，它们更优雅地编码了与之相关的向量丛的联络与曲率的相应理论。
结构群为G的主丛，或主G-丛是5元组{\displaystyle (P,X,\pi ,G,\rho )}，其中{\displaystyle \pi :P\to X}是光滑纤维丛，其纤维空间同构于李群G，而{\displaystyle \rho }表示G对P的自由、传递的右群作用，且保纤维（即{\displaystyle \forall p\in P,\ \forall g\in G,\ \pi (pg)=\pi (p)}）。其中P是全空间，X是基空间。{\displaystyle \forall x\in X}以及{\displaystyle p\in P_{x}}的任何选择使用右群作用，映射{\displaystyle g\mapsto pg}定义了x上的纤维与作为光滑流形的李群G之间的微分同胚{\displaystyle P_{x}\cong G}。然而要注意的是，并没有自然的方法让P的纤维具有李群的结构，因为对每个{\displaystyle \forall x\in X}而言，并没有元素{\displaystyle p\in P_{x}}的自然选择。
{\displaystyle G=\operatorname {U} (1)}是圆群时，就给出了主丛的最简单例子。这时，主丛维度为{\displaystyle \dim P=n+1}，其中{\displaystyle \dim X=n}。另一个自然例子是{\displaystyle P={\mathcal {F}}(TX)}是流形X的切丛的标架丛，更一般地说是X上向量丛的标架丛。这种情形下，P的纤维由一般线性群{\displaystyle \operatorname {GL} (n,\mathbb {R} )}给出。
由于主丛是纤维丛，所以局部具有积的结构。也就是说，存在X的开覆盖{\displaystyle \{U_{\alpha }\}}与微分同胚{\displaystyle \varphi _{\alpha }:P_{U_{\alpha }}\to U_{\alpha }\times G}，其与射影{\displaystyle \pi }、{\displaystyle \operatorname {pr} _{1}}交换，使得过渡函数{\displaystyle g_{\alpha \beta }:U_{\alpha }\cap U_{\beta }\to G}定义为{\displaystyle \varphi _{\alpha }\circ \varphi _{\beta }^{-1}(x,g)=(x,g_{\alpha \beta }(x)g)}，在任何三重叠{\displaystyle U_{\alpha }\cap U_{\beta }\cap U_{\gamma }}上满足上循环条件
{\displaystyle g_{\alpha \beta }(x)g_{\beta \gamma }(x)=g_{\alpha \gamma }(x)}
要定义主丛，只需指定这样一个过渡函数的选择，然后用过渡函数沿交{\displaystyle U_{\alpha }\cap U_{\beta }}粘合平凡丛{\displaystyle U_{\alpha }\times G}，便定义了主丛。上循环条件精确地确保这在不交并{\displaystyle \bigsqcup _{\alpha }U_{\alpha }\times G}上确定等价关系，因此商空间{\displaystyle P=\bigsqcup _{\alpha }U_{\alpha }\times G/{\sim }}是良定义的。这就是纤维丛构造定理，同样过程适用于过渡函数描述的任何纤维丛，而不仅仅是主丛或向量丛。
注意选择满足{\displaystyle \pi \circ s_{\alpha }=\operatorname {Id} }的局部截面{\displaystyle s_{\alpha }:U_{\alpha }\to P_{U_{\alpha }}}是指定局部平凡化映射的等效方法。也就是说，可以定义{\displaystyle \varphi _{\alpha }(p)=(\pi (p),{\tilde {s}}_{\alpha }(p))}，其中{\displaystyle {\tilde {s}}_{\alpha }(p)\in G}是唯一的群元素，使得{\displaystyle p{\tilde {s}}_{\alpha }(p)^{-1}=s_{\alpha }(\pi (p))}。

### 向量丛

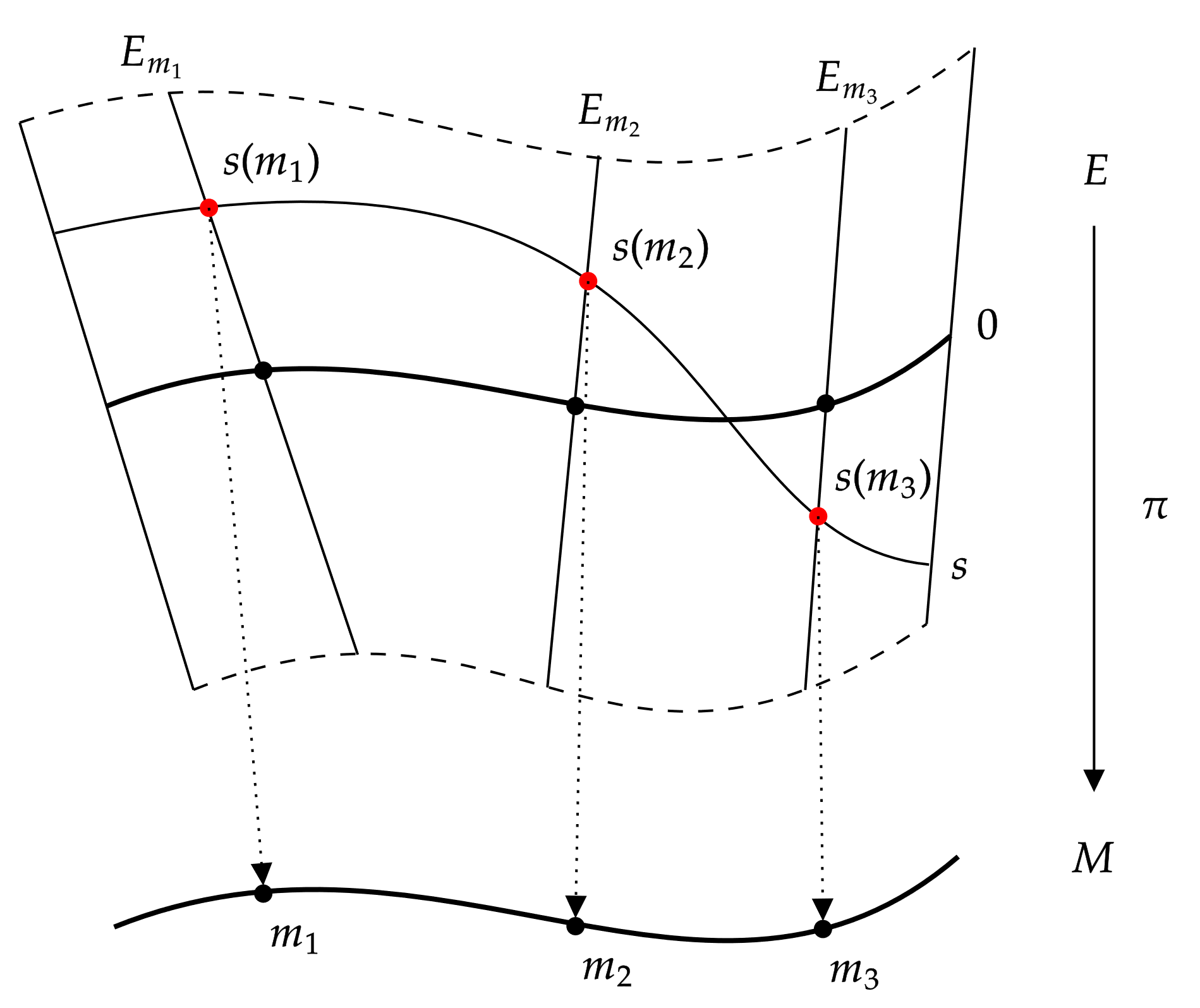
基M上向量丛E，有截面s。

向量丛是三元组{\displaystyle (E,X,\pi )}，其中{\displaystyle \pi :E\to X}是纤维丛，其纤维由向量空间{\displaystyle \mathbb {K} ^{r}}给出，当中{\displaystyle \mathbb {K} =\mathbb {R} ,\mathbb {C} }是域。r是向量丛的秩。同样，可用平凡化开覆盖来局部描述向量丛。若{\displaystyle \{U_{\alpha }\}}是这样的覆盖，则在同构
{\displaystyle \varphi _{\alpha }:E_{U_{\alpha }}\to U_{\alpha }\times \mathbb {K} ^{r}}
下，可得到与{\displaystyle \mathbb {K} ^{r}}的r坐标基向量{\displaystyle e_{1},\dots ,e_{r}}相对应的r区分的E的局部截面，记作{\displaystyle {\boldsymbol {e}}_{1},\dots ,{\boldsymbol {e}}_{r}}。定义方程为
{\displaystyle \varphi _{\alpha }({\boldsymbol {e}}_{i}(x))=(x,e_{i}).}
因此要制定一个平凡化，就等同于给出处处线性独立的r局部截面集，并用该表达式定义相应的同构。这样的局部截面集叫做标架（frame）。
与主丛类似，可得到向量丛的过渡函数{\displaystyle g_{\alpha \beta }:U_{\alpha }\cap U_{\beta }\to \operatorname {GL} (r,\mathbb {K} )}，定义为
{\displaystyle \varphi _{\alpha }\circ \varphi _{\beta }^{-1}(x,v)=(x,g_{\alpha \beta }(x)v).}
若利用这些过渡函数构造主丛（其纤维等于结构群{\displaystyle \operatorname {GL} (r,\mathbb {K} )}）的局部平凡化，则得到的正是E的标架丛，即主{\displaystyle \operatorname {GL} (r,\mathbb {K} )}-丛。

### 配丛
给定主G-丛P与G在向量空间V上的表示{\displaystyle \rho }，可以构造配向量丛{\displaystyle E=P\times _{\rho }V}，其纤维是向量空间V。考虑对积{\displaystyle P\times V}的右作用，定义为{\displaystyle (p,v)g=(pg,\rho (g^{-1})v)}，并定义{\displaystyle P\times _{\rho }V=(P\times V)/G}为对此作用的商空间。
从过渡函数的角度可以更好理解配丛。若配丛P有相对于局部平凡化{\displaystyle \{U_{\alpha }\}}的过渡函数{\displaystyle g_{\alpha \beta }}，则可用过渡函数{\displaystyle \rho \circ g_{\alpha \beta }:U_{\alpha }\cap U_{\beta }\to \operatorname {GL} (V)}构造配向量丛。
只要{\displaystyle \rho :G\to \operatorname {Aut} (F)}是群同态，就可以对任意纤维空间F构造配丛，而不仅局限于向量空间。例如具有纤维G的所谓A伴随丛（Capital A adjoint bundle, Adjoint bundle）{\displaystyle \operatorname {Ad} (P)}，是用群同态{\displaystyle \rho :G\to \operatorname {Aut} (G)}构造的，定义为共轭{\displaystyle g\mapsto (h\mapsto ghg^{-1})}。注意尽管有纤维G，但A伴随丛既非主丛也不作为纤维丛同构于P本身。例如，若G是阿贝尔的，则共轭作用平凡，{\displaystyle \operatorname {Ad} (P)}将是X上平凡的G-纤维丛，而不管P作为纤维丛是否平凡。另一个关键例子是a伴随丛（lowercase a adjoint bundle）{\displaystyle \operatorname {ad} (P)}，是用伴随表示{\displaystyle \rho :G\to \operatorname {Aut} ({\mathfrak {g}})}构造的，其中{\displaystyle {\mathfrak {g}}}是G的李代数。

### 规范变换
向量丛或主丛的规范变换是这个对象的自同构。对主丛，规范变换由微分同胚{\displaystyle \varphi :P\to P}及与之交换的射影算子{\displaystyle \pi }和右作用{\displaystyle \rho }组成。对向量丛，规范变换同样由微分同胚{\displaystyle \varphi :E\to E}及与之交换的射影算子{\displaystyle \pi }定义，后者是每条纤维上向量空间的线性同构。
（P或E'的）规范变换形成一个组合下的群，称作规范群，一般记作{\displaystyle {\mathcal {G}}}，可表为伴随丛的全局截面空间{\displaystyle {\mathcal {G}}=\Gamma (\operatorname {Ad} (P))}或（对向量丛）{\displaystyle {\mathcal {G}}=\Gamma (\operatorname {Ad} ({\mathcal {F}}(E)))}，其中{\displaystyle {\mathcal {F}}(E)}表示标架丛。
也可以定义局部规范变换为平凡化开子集{\displaystyle U_{\alpha }}上的局部丛同构。这可以唯一地指定为一个映射{\displaystyle g_{\alpha }:U_{\alpha }\to G}（向量丛则取{\displaystyle G=\operatorname {GL} (r,\mathbb {K} )}），其中诱导丛同构定义为
{\displaystyle \varphi _{\alpha }(p)=pg_{\alpha }(\pi (p))}
对向量丛类似。
注意给定同一开子集{\displaystyle U_{\alpha }}上主丛的两局部平凡化，过渡函数恰是局部规范变换{\displaystyle g_{\alpha \alpha }:U_{\alpha }\to G}。即，局部规范变换是主丛或向量丛局部平凡化的变化。

### 主丛上的联络

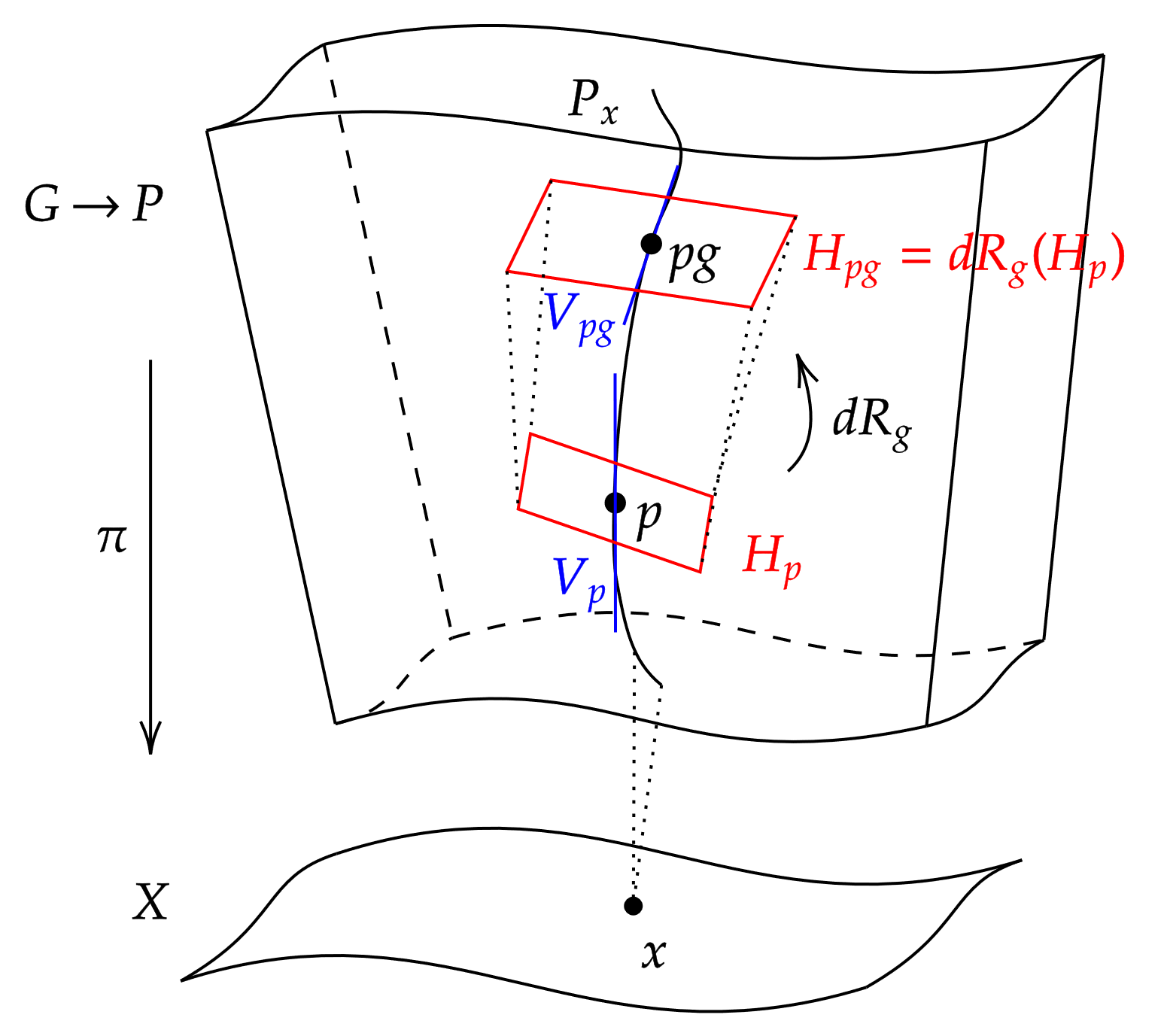
主丛联络需要与G在P上的右群作用相容，可以形象化理解为将水平子空间相互转化的右乘法。用联络形式解释水平子空间的这一等变，可得到特有的等变性质。

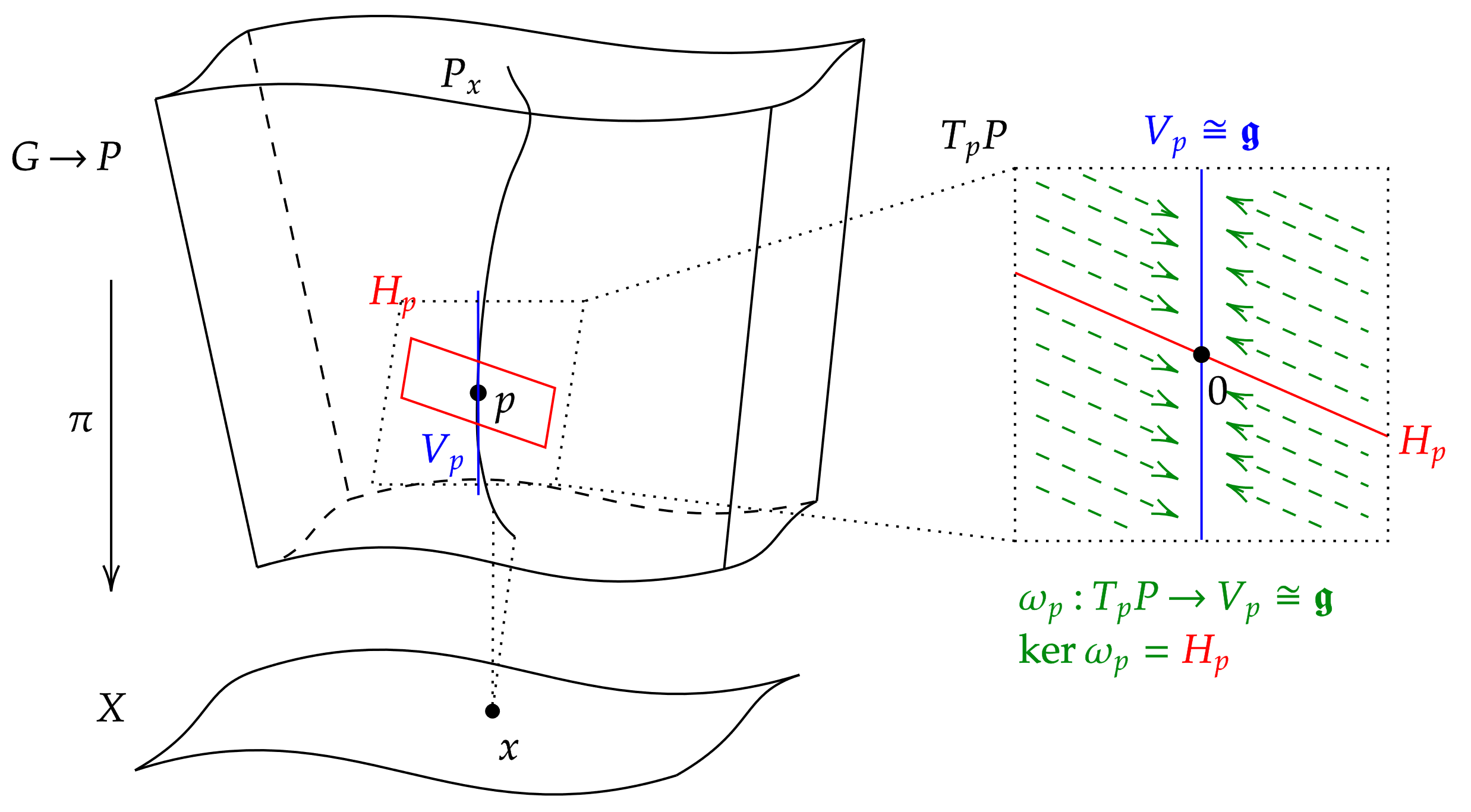
主丛联络形式可以看做主丛P的切丛上的投影算子。联络形式的核由埃雷斯曼联络相关联的水平子空间给出。

主丛上的联络是一种联络邻近纤维的方法，以捕捉截面{\displaystyle s:X\to P}恒定或水平。由于抽象主丛的纤维不能自然地相互等同，事实上也不能与纤维空间G本身等同，因此没有规范的方法指定哪些部分为常。局部平凡化的选择可以使得：若P在集合{\displaystyle U_{\alpha }}上是平凡的，则若某局部截面对这平凡化是常的，就可以说这个局部截面是常的，即{\displaystyle \forall x\in U_{\alpha },\ \exists g\in G,\ \varphi _{\alpha }(s(x))=(x,g)}。尤其是平凡主丛{\displaystyle P=X\times G}配备了平凡联络时。
一般来说，联络是由在点{\displaystyle \forall p\in P}的切空间的水平子空间{\displaystyle H_{p}\subset T_{p}P}的选择给出的，这样在每个点都有{\displaystyle T_{p}P=H_{p}\oplus V_{p}}，其中{\displaystyle V:=\ker d\pi }是水平丛。要求水平分布H在右群作用下宷，这些水平子空间便与主丛结构相容：{\displaystyle H_{pg}=d(R_{g})(H_{p})}，其中{\displaystyle R_{g}:P\to P}表示右乘g。截面s，若{\displaystyle T_{p}s\subset H_{p}}中s与其在P内的像（P的子流形，有切丛{\displaystyle Ts}）相同，则称s是水平的。给定向量场{\displaystyle v\in \Gamma (TX)}，有唯一的水平提升（lift）{\displaystyle v^{\#}\in \Gamma (H)}。联络H的曲率由值在伴随丛{\displaystyle F\in \Omega ^{2}(X,\operatorname {ad} (P))}中的2-形式给出，定义为
{\displaystyle F(v_{1},v_{2})=[v_{1}^{\#},v_{2}^{\#}]-[v_{1},v_{2}]^{\#}}
其中{\displaystyle [\cdot ,\cdot ]}是向量场的李括号。由于铅直丛包含P的纤维的切空间，且这些纤维同构于李群G，其切丛规范等同于{\displaystyle TG=G\times {\mathfrak {g}}}，有唯一的李代数值2-形式{\displaystyle F\in \Omega ^{2}(P,{\mathfrak {g}})}对应于曲率。从弗罗贝尼乌斯定理的角度来看，曲率恰恰衡量了水平分布不可积的程度，因此也衡量了H在局部无法嵌入P作为水平子流形的程度。
水平子空间的选择可等价地表为投影算子{\displaystyle \nu :TP\to V}，即联络1-形式。对于水平分布H，它的定义是{\displaystyle \nu _{H}(h+v)=v}，其中{\displaystyle h+v}表示切向量对于直和分解{\displaystyle TP=H\oplus V}的分解。由于等变关系，此投影1-形式可被认为是李代数值的，从而给出{\displaystyle \nu \in \Omega ^{1}(P,{\mathfrak {g}})}。
P的局部平凡化等价于由局部截面{\displaystyle s_{\alpha }:U_{\alpha }\to P_{U_{\alpha }}}给出，联络1-形式和曲率可沿此光滑映射拉回。这样就得到了'局部联络1-形式{\displaystyle A_{\alpha }=s_{\alpha }^{*}\nu \in \Omega ^{1}(U_{\alpha },\operatorname {ad} (P))}，在P的伴随丛中取值。嘉当的结构方程表明，曲率可用局部1-形式{\displaystyle A_{\alpha }}表为
{\displaystyle F=dA_{\alpha }+{\frac {1}{2}}[A_{\alpha },A_{\alpha }]}
其中我们使用了李代数丛{\displaystyle \operatorname {ad} (P)}上的李括号，等同于局部平凡化{\displaystyle U_{\alpha }}上的{\displaystyle U_{\alpha }\times {\mathfrak {g}}}。
在局部规范变换{\displaystyle g:U_{\alpha }\to G}下，使得{\displaystyle {\tilde {A}}_{\alpha }=(g\circ s)^{*}\nu }，局部联络1-形式变的表达式为
{\displaystyle {\tilde {A}}_{\alpha }=\operatorname {ad} (g)\circ A_{\alpha }+(g^{-1})^{*}\theta }
其中{\displaystyle \theta }表示李群G的马尤厄-嘉当形式。G是矩阵李群的情形下，有更简单的表达
{\displaystyle {\tilde {A}}_{\alpha }=gA_{\alpha }g^{-1}-(dg)g^{-1}.}

### 向量丛上的联络

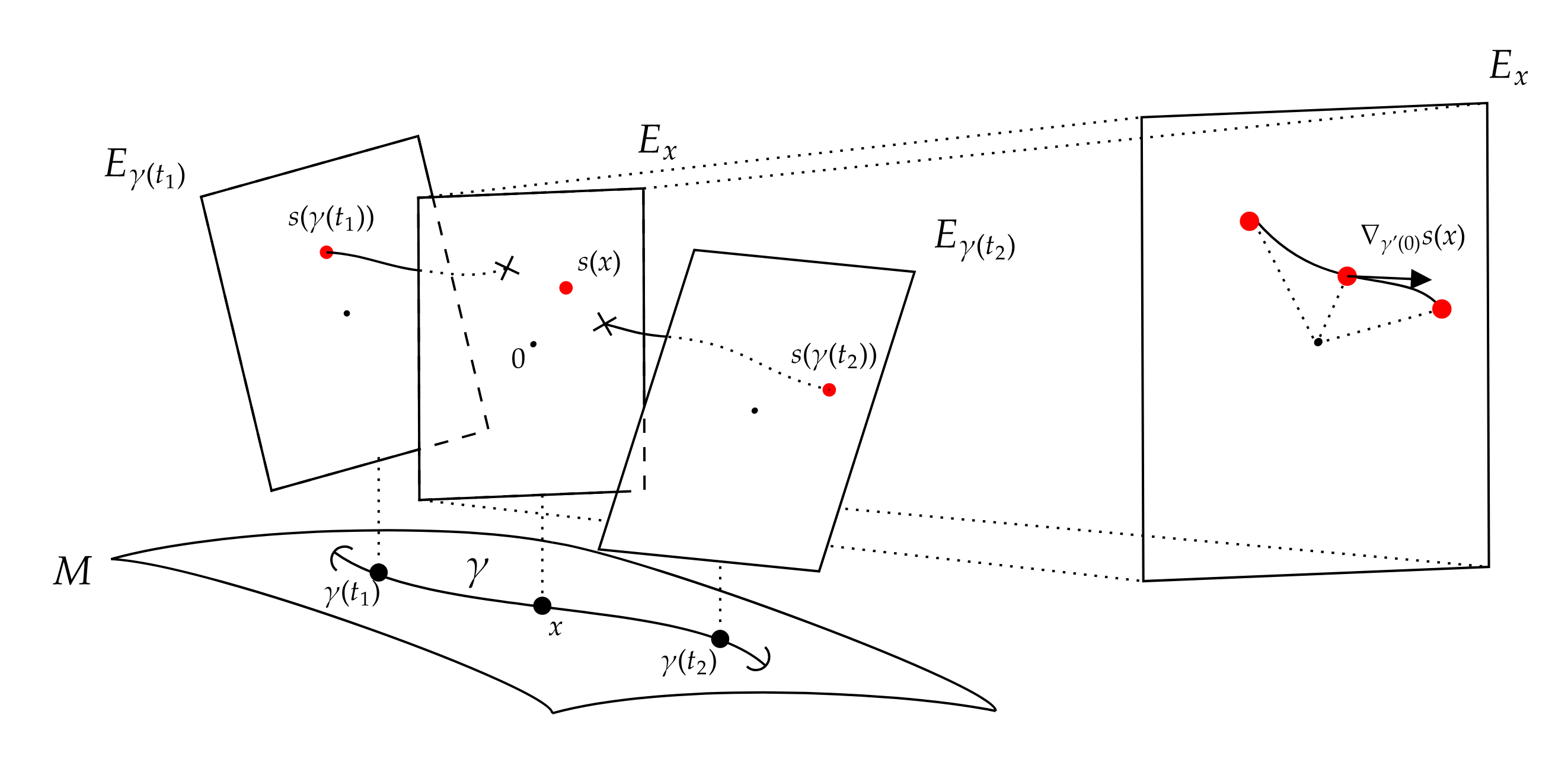
向量丛上联络的协变导数可从其平行传输（parallel transport）中恢复。截面的值沿路径平行传输回，然后在固定向量空间中取协变导数，即x上的纤维。

向量丛上的联络与上述主丛的情形类似，称作埃雷斯曼联络。而向量丛联络可用微分算子进行更有力的描述。向量丛上的联络是{\displaystyle \mathbb {K} }-线性微分算子
{\displaystyle \nabla :\Gamma (E)\to \Gamma (T^{*}X\otimes E)=\Omega ^{1}(E)}
的选择，使得{\displaystyle \forall f\in C^{\infty }(X)}及截面{\displaystyle s\in \Gamma (E)}
{\displaystyle \nabla (fs)=df\otimes s+f\nabla s}
截面s在向量场v的方向上的协变导数定义为
{\displaystyle \nabla _{v}(s)=\nabla s(v)}
其右式我们用{\displaystyle \Omega ^{1}(X)}和{\displaystyle TX}间的自然配对。这时向量丛E的一个新截面，可看作是s在v方向上的导数。算子{\displaystyle \nabla _{v}}是在v方向上的协变导数。{\displaystyle \nabla }的曲率由算子{\displaystyle F_{\nabla }\in \Omega ^{2}(\operatorname {End} (E))}给出，值在自同态丛中，定义为
{\displaystyle F_{\nabla }(v_{1},v_{2})=\nabla _{v_{1}}\nabla _{v_{2}}-\nabla _{v_{2}}\nabla _{v_{1}}-\nabla _{[v_{1},v_{2}]}.}
局部平凡化中，外导数d充当平凡联络（主丛图中对应上述平凡联络）。即，对于局部标架{\displaystyle {\boldsymbol {e}}_{1},\dots ,{\boldsymbol {e}}_{r}}可定义为
{\displaystyle d(s^{i}{\boldsymbol {e}}_{i})=ds^{i}\otimes {\boldsymbol {e}}_{i}}
此处我们用爱因斯坦求和约定表示局部截面{\displaystyle s=s^{i}{\boldsymbol {e}}_{i}}。
任意两联络{\displaystyle \nabla _{1},\nabla _{2}}的区别在于{\displaystyle \operatorname {End} (E)}-值1-形式A。注意两联络的差是{\displaystyle C^{\infty }(X)}-线性的：
{\displaystyle (\nabla _{1}-\nabla _{2})(fs)=f(\nabla _{1}-\nabla _{2})(s).}
特别地，由于每个向量丛都允许有联络（使用单位划分与局部平凡联络），向量丛上的联络集具有无穷维仿射空间结构，以向量空间{\displaystyle \Omega ^{1}(\operatorname {End} (E))}为模型。这个空间通常表示为{\displaystyle {\mathcal {A}}}。
局部地应用这一观察结果，则平凡化子集{\displaystyle U_{\alpha }}上的每个联络都与平凡联络d通过某个局部联络1-形式{\displaystyle A_{\alpha }\in \Omega ^{1}(U_{\alpha },\operatorname {End} (E))}不同，且在{\displaystyle U_{\alpha }}上有{\displaystyle \nabla =d+A_{\alpha }}的性质。根据这种局部联络形式，曲率可写作
{\displaystyle F_{A}=dA_{\alpha }+A_{\alpha }\wedge A_{\alpha }}
其中楔积出现在1-形式分量上，而我们在自同态分量上组合自同态。要与主丛理论相联系，只需注意{\displaystyle A\wedge A={\frac {1}{2}}[A,A]}，其中右式现在执行的是1-形式与自同态的交换子的楔积。
在向量丛E的规范变换u下，联络{\displaystyle \nabla }通过共轭{\displaystyle (u\cdot \nabla )_{v}(s)=u(\nabla _{v}(u^{-1}(s))}转变为联络{\displaystyle u\cdot \nabla }，相差{\displaystyle u\cdot \nabla -\nabla =-(\nabla u)u^{-1}}，其中{\displaystyle \nabla }作用于E的自同态。在局部规范变换g下，可得到与主丛情形相同的表达式
{\displaystyle {\tilde {A}}_{\alpha }=gA_{\alpha }g^{-1}-(dg)g^{-1}}

### 诱导联络
主丛上的联络会诱导配向量丛上的联络。从上述局部联络形式可以看出这一点。也就是说，若主丛联络H有局部联络形式{\displaystyle A_{\alpha }\in \Omega ^{1}(U_{\alpha },\operatorname {ad} (P))}，且{\displaystyle \rho :G\to \operatorname {Aut} (V)}是G的一个表示、定义了配向量丛{\displaystyle E=P\times _{\rho }V}，则诱导局部联络1-形式可定义为
{\displaystyle \rho _{*}A_{\alpha }\in \Omega ^{1}(U_{\alpha },\operatorname {End} (E)).}
其中{\displaystyle \rho _{*}}是来自{\displaystyle {\mathfrak {g}}\to \operatorname {End} (V)}的诱导李代数同态，我们利用这一事实，即此映射诱导向量丛{\displaystyle \operatorname {ad} (P)\to \operatorname {End} (E)}的同态。
诱导曲率可简单定义为
{\displaystyle \rho _{*}F_{A}\in \Omega ^{2}(U_{\alpha },\operatorname {End} (E)).}
这里可见曲率的局部表达如何与主丛、向量丛相联系，因为李代数{\displaystyle {\mathfrak {g}}}上的李括号被发送到李代数同态{\displaystyle \rho _{*}}下{\displaystyle \operatorname {End} (V)}的自同态的交换子。

### 联络空间
规范理论的核心研究对象是向量丛或主丛上的联络空间。这是一个无穷维仿射空间{\displaystyle {\mathcal {A}}}，建模于向量空间{\displaystyle \Omega ^{1}(X,\operatorname {ad} (P))}（对向量丛是{\displaystyle \Omega ^{1}(X,\operatorname {End} (E))}）。若有规范变换u使得{\displaystyle A'=u\cdot A}，则称两联络{\displaystyle A,A'\in {\mathcal {A}}}规范等价（gauge equivalent）。规范理论关注联络的规范等价类，因此从某种意义上说，规范理论关注的是商空间{\displaystyle {\mathcal {A}}/{\mathcal {G}}}的性质，它一般既不是豪斯多夫空间也不是光滑流形。
底流形X的很多有趣性质可编码为X上主丛和向量丛的联络模空间的几何和拓扑。X的不变量，如唐纳森不变量、塞伯格-威滕不变量等，可通过计算X上的联络模空间诱导的数量得到。这一思想最著名的应用是唐纳森定理，其通过单连通4维流形X上主{\displaystyle \operatorname {SU} (2)}-丛上杨-米尔斯联络的模空间研究其交形式。唐纳森因此获得了菲尔兹奖。

## 符号约定
对于主丛和向量丛上的联络有各种各样的符号，在此做一总结。
- A是表示向量丛或主丛上联络的最常用符号，因为若在所有联络中选择一固定联络{\displaystyle \nabla _{0}\in {\mathcal {A}}}，则对某唯一的1-形式{\displaystyle A\in \Omega ^{1}(X,\operatorname {ad} (P))}，其他联络都可写作{\displaystyle \nabla =\nabla _{0}+A}。它也源于用{\displaystyle A_{\alpha }}表示向量丛上联络的局部形式，这又来自物理学中的电磁四维势A。有时{\displaystyle \omega }也用于表示联络形式，通常是主丛上的，这时{\displaystyle \omega }指主丛全空间上的全局联络1-形式{\displaystyle \omega \in \Omega ^{1}(P,{\mathfrak {g}})}，而非对应的局部联络形式。数学文献中通常不用这约定，因为底流形X是凯勒流形时，会与{\displaystyle \omega }表示凯勒形式冲突。
- {\displaystyle \nabla }常作为微分算子，用于表示向量丛上的联络，这个意义上与A可以互换。也可指协变微分算子{\displaystyle \nabla _{X}}。联络算子与协变微分算子的另一种记号是{\displaystyle \nabla _{A}}，以强调与{\displaystyle A\in {\mathcal {A}}}或{\displaystyle D_{A}}或{\displaystyle d_{A}}的选择有关。
- 算子{\displaystyle d_{A}}指的通常是联络A的外协变导数（因此有时也写成{\displaystyle d_{\nabla }}，{\displaystyle \nabla }是联络）。由于0度外协变导数与常规协变导数相同，联络或协变导数本身通常表为{\displaystyle d_{A}}，而非{\displaystyle \nabla }。
- {\displaystyle F_{A}}或{\displaystyle F_{\nabla }}常用于表示联络的曲率。联络用{\displaystyle \omega }表示时，曲率用{\displaystyle \Omega }表示，而非{\displaystyle F_{\omega }}。其他符号有R、{\displaystyle R_{A}}、{\displaystyle R_{\nabla }}等，类似于黎曼几何中的黎曼曲率张量记作R。
- 强调水平分布{\displaystyle H\subset TP}时，H常用以表示主丛联络或埃雷斯曼联络。这时，对应H的竖直投影算子（P上的联络1-形式）一般记作{\displaystyle \omega }或v或{\displaystyle \nu }。这样，曲率有时记作{\displaystyle F_{H}}以强调其依赖性，而{\displaystyle F_{H}}既可以指总空间{\displaystyle F_{H}\in \Omega ^{2}(P,{\mathfrak {g}})}上的曲率算子，也可以指基{\displaystyle F_{H}\in \Omega ^{2}(X,\operatorname {ad} (P))}上的曲率。
- 李代数伴随丛一般记作{\displaystyle \operatorname {ad} (P)}，李群伴随丛一般记作{\displaystyle \operatorname {Ad} (P)}。这与李群理论中的约定不同，{\displaystyle \operatorname {Ad} }表示G在{\displaystyle {\mathfrak {g}}}上的表示，而{\displaystyle \operatorname {ad} }是用李括号写出的{\displaystyle {\mathfrak {g}}}在自身上的李代数表示。李群理论中，共轭作用（定义了丛{\displaystyle \operatorname {Ad} (P)}）一般记作{\displaystyle \Psi _{g}}。

### 数学与物理术语汇总
规范理论的数学和物理领域涉及相同的对象，但所用的术语不同。下面总结了它们的关系。
| 数学 | 物理                                                                                  |
| --- | ------------------------------------------------------------------------------------- |
| 主丛（Principal bundle） | 瞬子扇/电荷扇（Instanton sector/charge sector）                                       |
| 结构群（Structure group） | 规范群/局部规范群（Gauge group/local gauge group）                                    |
| 规范群（Gauge group） | 全局规范变换群/全局规范群（Group of global gauge transformations/global gauge group） |
| 规范变换（Gauge transformation） | 规范变换/规范对称（Gauge transformation/gauge symmetry）                              |
| 局部平凡化的变化（Change of local trivialisation）                                                                                                | 局部规范变换（Local gauge transformation）                                            |
| 局部平凡化（Local trivialisation） | 规范（Gauge）                                                                         |
| 局部平凡化的选择（Choice of local trivialisation）                                                                                                | 固定规范（Fixing a gauge）                                                            |
| 定义在联络空间上的泛函（Functional defined on the space of connections）                                                                          | 规范理论的拉格朗日量（Lagrangian of gauge theory）                                    |
| 在规范变换下不变的对象（Object does not change under the effects of a gauge transformation）                                                      | 规范不变（Gauge invariance）                                                          |
| 对联络协变为常的规范变换（Gauge transformations that are covariantly constant with respect to the connection）                                    | 全局规范对称（Global gauge symmetry）                                                 |
| 对联络不协变为常的规范变换（Gauge transformations which are not covariantly constant with respect to the connection）                             | 局部规范对称（Local gauge symmetry）                                                  |
| 联络（Connection） | 规范场/规范势（Gauge field/gauge potential）                                          |
| 曲率（Curvature） | 规范场强/场强（Gauge field strength/field strength）                                  |
| 配丛上的诱导联络/协变导数（Induced connection/covariant derivative on associated bundle）                                                         | 最小耦合（Minimal coupling）                                                          |
| 配向量丛截面（Section of associated vector bundle）                                                                                               | 物质场（Matter field）                                                                |
| 拉格朗日泛函中涉及多个不同量的项（Term in Lagrangian functional involving multiple different quantities，如应用于配丛截面的协变导数，或两项之乘） | 相互作用（Interaction）                                                               |
| 实或复（通常平凡）的线丛截面（Section of real or complex (usually trivial) line bundle）                                                          | （实或复）标量场（Scalar field）                                                      |

作为演示，考虑量子电动力学拉格朗日量中电子-正电子粒子场和电磁场的相互作用项：
{\displaystyle {\mathcal {L}}={\bar {\psi }}(i\gamma ^{\mu }D_{\mu }-m)\psi -{\frac {1}{4}}F_{\mu \nu }F^{\mu \nu },}
数学上可以改写为
{\displaystyle {\mathcal {L}}=\langle \psi ,({D\!\!\!\!/}_{A}-m)\psi \rangle _{L^{2}}+\|F_{A}\|_{L^{2}}^{2}}
其中A是主{\displaystyle \operatorname {U} (1)}-丛P上的联络，{\displaystyle \psi }是配旋量丛的截面，{\displaystyle {D\!\!\!\!/}_{A}}是此配丛上的诱导协变导数{\displaystyle \nabla _{A}}的诱导狄拉克算子。第一项是拉格朗日量中旋量场（代表电子-正电子场）与规范场（代表电磁场）之间的相互作用项。第二项是正则杨-米尔斯泛函，描述了电磁场的基本非相互作用性质（联络A）。形式为{\displaystyle \nabla _{A}\psi }的项是物理学中所谓最小耦合的一个例子，即物质场{\displaystyle \psi }域规范场A之间最简单的相互作用。

## 杨-米尔斯理论
数学规范理论中最主要的理论是杨-米尔斯理论，涉及联络的研究，联络是杨–米尔斯泛函的临界点，定义为
{\displaystyle \operatorname {YM} (A)=\int _{X}\|F_{A}\|^{2}\,d\mathrm {vol} _{g}}
其中{\displaystyle (X,g)}是有向黎曼流形，{\displaystyle d\mathrm {vol} _{g}}是黎曼体积形式，{\displaystyle \|\cdot \|^{2}}是配丛{\displaystyle \operatorname {ad} (P)}上的{\displaystyle L^{2}}-范数。此泛函是联络A的曲率的{\displaystyle L^{2}}-范数的平方，因此临界点联络的曲率尽可能小（或者是{\displaystyle \operatorname {YM} }的更高局部极小值）。
这些临界点被表为相关欧拉-拉格朗日方程，即杨–米尔斯方程
{\displaystyle d_{A}\star F_{A}=0}
的解，其中{\displaystyle d_{A}}是{\displaystyle \nabla _{A}}在{\displaystyle \operatorname {ad} (P)}上的诱导外协变导数，{\displaystyle \star }是霍奇星算子。这样的解称作杨–米尔斯联络，具有重要几何意义。
比安基恒等式断言，对任何联络，{\displaystyle d_{A}F_{A}=0}。以此类推，对微分形式，调和形式{\displaystyle \omega }满足条件
{\displaystyle d\star \omega =d\omega =0.}
若定义调和联络的条件是
{\displaystyle d_{A}\star F_{A}=d_{A}F_{A}=0}
则杨–米尔斯联络的研究在性质上类似于调和形式的研究。霍奇理论为每个德拉姆上同调类{\displaystyle [\omega ]}提供了唯一的调和形式代表；用规范轨迹{\displaystyle \{u\cdot A\mid u\in {\mathcal {G}}\}}代替上同调类，则研究就是试图在联络模规范变换的商空间{\displaystyle {\mathcal {A}}/{\mathcal {G}}}中寻找每个轨道的唯一代表。

### 自偶与反自偶方程
4维中，霍奇星算子将2-形式送到2-形式：{\displaystyle \star :\Omega ^{2}(X)\to \Omega ^{2}(X)}，复合后等于恒等算子{\displaystyle \star ^{2}=\operatorname {Id} }。于是2-形式上的霍奇星算子的特征值为{\displaystyle \pm 1}，有向黎曼4维流形上的2-形式分裂为直和
{\displaystyle \Omega ^{2}(X)=\Omega _{+}(X)\oplus \Omega _{-}(X)}
有自偶和反自偶2-形式，分别由霍奇星算子的{\displaystyle +1}、{\displaystyle -1}特征空间给出。即，若{\displaystyle \star \alpha =\alpha }，则{\displaystyle \alpha \in \Omega ^{2}(X)}是自偶的；若{\displaystyle \star \alpha =-\alpha }则是反自偶的，且每个微分2-形式都可分裂为自偶、反自偶两部分：{\displaystyle \alpha =\alpha _{+}+\alpha _{-}}。
若联络A在4维流形上主丛的曲率是（反）自偶的，则据比安基恒等式{\displaystyle d_{A}\star F_{A}=\pm d_{A}F_{A}=0}，联络自动变为杨-米尔斯联络。方程
{\displaystyle \star F_{A}=\pm F_{A}}
是联络的1阶偏微分方程，比完整的2阶杨–米尔斯方程简单。方程{\displaystyle \star F_{A}=F_{A}}称作自偶方程，方程{\displaystyle \star F_{A}=-F_{A}}称作反自偶方程，它们的解分别是自偶联络和反自偶联络。

### 降维
推导新的规范理论，可对杨–米尔斯方程进行降维。此过程要在流形X（通常是欧氏空间{\displaystyle X=\mathbb {R} ^{4}}）上求杨–米尔斯方程，并要求解在平移群或其他对称性下不变。这样，杨–米尔斯方程便引出了描述{\displaystyle \mathbb {R} ^{3}}上单极的Bogomolny方程、描述黎曼曲面上希格斯丛的希钦方程、分别在1、2、3个方向的平移对称性下的实区间上的纳姆方程。

## 低维规范理论
此节讨论底流形X维度较低时的杨–米尔斯方程。由于1维中不存在2-形式、2维中2-形式上的霍奇星算子的作用是{\displaystyle \star :\Omega ^{2}(X)\to C^{\infty }(X)}，所以方程大大简化了。

### 杨–米尔斯理论
可直接在2维流形上研究杨–米尔斯方程。迈克尔·阿蒂亚、拉乌尔·博特研究了底流形为紧黎曼曲面时的杨–米尔斯方程理论，这时复向量丛E上杨–米尔斯联络的模空间有各种丰富的解释，是理解高维方程的最简单情形。杨–米尔斯方程即变为
{\displaystyle \star F_{A}=\lambda (E)\operatorname {Id} _{E}}
其中{\displaystyle \lambda (E)\in \mathbb {C} }是取决于E的拓扑常数。称这样的联络是射影平直的（projectively flat），向量丛拓扑平凡时（即{\displaystyle \lambda (E)=0}）它们恰是平直联络。
向量丛的秩和度数互质时，杨–米尔斯联络的模空间{\displaystyle {\mathcal {M}}}光滑，具有自然的辛流形结构。阿蒂亚和博特观察到，由于杨–米尔斯联络是射影平直的，其完整群给出了曲面基本群的射影幺正表示，于是这空间可以等价描述为黎曼曲面基本群的射影幺正表示的模空间，是个示性簇。那拉西姆汉–塞沙德里定理给出了这表示空间的另一种描述：与E光滑同构的稳定全纯向量丛的模空间。杨–米尔斯联络的模空间通过这种同构获得了复杂结构，与阿蒂亚和博特的辛结构相互作用，使其成为紧凯勒流形。
西蒙·唐纳森给出了那拉西姆汉–塞沙德里定理的另一种证明，直接从杨–米尔斯联络传递到稳定全纯结构。阿蒂亚和博特利用这种重表述，阐明了极值杨–米尔斯联络和向量丛稳定性之间的密切关系，即规范群{\displaystyle {\mathcal {G}}}作用的无限维矩映射，由曲率映射{\displaystyle A\mapsto F_{A}}本身给出。这一观察将那拉西姆汉–塞沙德里定理表述为几何不变量理论中肯普夫–涅斯定理的一种无穷维版本，将矩映射（此处为杨–米尔斯联络）的范数平方临界点与响应代数商上的稳定点（此处为稳定全纯向量丛）联系起来。这观点提出以来，在规范理论和复几何中影响深远。

### 纳姆方程
维纳·纳姆引入的纳姆方程是在3个方向上施加平移不变，将4维中的反自偶性降维到1维得到的。具体说，我们要求联络形式{\displaystyle A=A_{0}\,dx^{0}+A_{1}\,dx^{1}+A_{2}\,dx^{2}+A_{3}\,dx^{3}}不依赖于坐标{\displaystyle x^{1},x^{2},x^{3}}。这样，对4个矩阵{\displaystyle T_{0},T_{1},T_{2},T_{3}\in C^{\infty }(I,{\mathfrak {g}})}在区间{\displaystyle I\subset \mathbb {R} }上的方程组之间的纳姆方程满足三元方程组
{\displaystyle {\begin{cases}{\frac {dT_{1}}{dt}}+[T_{0},T_{1}]+[T_{2},T_{3}]=0\\{\frac {dT_{2}}{dt}}+[T_{0},T_{2}]+[T_{3},T_{1}]=0\\{\frac {dT_{3}}{dt}}+[T_{0},T_{3}]+[T_{1},T_{2}]=0.\end{cases}}}
纳姆证明，其解（常微分方程的解易得）可用于构造Bogomolny方程的解，其描述了{\displaystyle \mathbb {R} ^{3}}上的单极。奈杰尔·希钦证明了方程的解可用于构造纳姆方程的解，说明这两个问题的解是等价的。唐纳森进一步证明，纳姆方程的解等价于复射影线{\displaystyle \mathbb {CP} ^{1}}到自身的k度有理映射，其中k是相应磁单极子的电荷。
纳姆方程的解的模空间具有超凯勒流形的结构。

### 希钦方程与希格斯丛
希钦方程由奈杰尔·希钦提出，在2个方向上施加平移不变性，将4维自偶方程降到2维。这时，两个额外联络形式分量{\displaystyle A_{3}\,dx^{3}+A_{4}\,dx^{4}}可合并为一个复值自同态{\displaystyle \Phi =A_{3}+iA_{4}}，当这样表述时方程会变得共形不变（conformally invariant），于是在紧黎曼曲面而非{\displaystyle \mathbb {R} ^{2}}上研究是很自然的。希钦方程指出，对复向量丛{\displaystyle E\to \Sigma }上的配对{\displaystyle (A,\Phi )}（其中{\displaystyle \Phi \in \Omega ^{1,0}(\Sigma ,\operatorname {End} (E))}），
{\displaystyle {\begin{cases}F_{A}+[\Phi ,\Phi ^{*}]=0\\{\bar {\partial }}_{A}\Phi =0\end{cases}}}
当中{\displaystyle {\bar {\partial }}_{A}}是{\displaystyle d_{A}}的{\displaystyle (0,1)}-组分。希钦方程的解称作希钦对。
杨–米尔斯方程在紧黎曼曲面上的解对应曲面群的射影幺正表示，希钦证明了希钦方程的解对应曲面群的射影复表示。希钦对的模空间（在丛的秩和度互质时）自然具有凯勒流形的结构。希钦类比阿蒂亚和博特对杨–米尔斯方程的观察，证明希钦对对应于所谓稳定希格斯丛，后者是配对{\displaystyle (E,\Phi )}且{\displaystyle E\to \Sigma }是全纯向量丛，{\displaystyle \Phi :E\to E\otimes K}是E的全纯自同态，值位于黎曼曲面{\displaystyle \Sigma }的规范丛中。由无穷维矩映射构造可以证明之，而且希格斯丛的这一模空间有不同于希钦对的复结构，导致希格斯丛的模空间{\displaystyle {\mathcal {M}}}上有两个复结构。它们结合起来形成第三个结构，使模空间成为超凯勒流形。
希钦的工作后来得到Carlos Simpson的推广，希钦方程的解与任意凯勒流形上的希格斯丛之间的对应也称作非阿贝尔霍奇定理。

## 3维规范理论

### 单极
对杨–米尔斯方程在1个方向上施加平移不变性，降到3维后就产生了配对{\displaystyle (A,\Phi )}的Bogomolny方程，其中{\displaystyle \Phi :\mathbb {R} ^{3}\to {\mathfrak {g}}}是矩阵族。方程是
{\displaystyle F_{A}=\star d_{A}\Phi .}
主丛{\displaystyle P\to \mathbb {R} ^{3}}的结构群为圆群{\displaystyle \operatorname {U} (1)}时，Bogomolny方程的解模拟了经典电磁学中描述磁单极子的狄拉克单极。纳姆和希钦的研究表明，结构群是特殊酉群{\displaystyle \operatorname {SU} (2)}时，单极方程的解对应纳姆方程的解；通过唐纳森的研究，这些解进一步对应于{\displaystyle \mathbb {CP} ^{1}}到自身的k度有理映射，k是单极子的电荷，定义为配对{\displaystyle (\Phi ,F_{A})\in \Omega ^{2}(\mathbb {R} ^{3})}在半径R递增的球面{\displaystyle S_{R}}上积分的极限
{\displaystyle \lim _{R\to \infty }\int _{S_{R}}(\Phi ,F_{A})=4\pi k}

### 陈–西蒙斯理论
3维陈–西蒙斯理论是一种拓扑量子场论，其作用泛函与陈-西蒙斯形式的积分成正比。陈-西蒙斯形式是一种3-形式，定义为
{\displaystyle \operatorname {Tr} (F_{A}\wedge A-{\frac {1}{3}}A\wedge A\wedge A).}
闭3维流形X上陈-西蒙斯泛函的欧拉-拉格朗日方程经典解对应主G-丛{\displaystyle P\to X}上的平直联络。X有界时，便变得复杂起来。爱德华·威滕利用陈-西蒙斯理论，用3-球面{\displaystyle S^{3}}上的{\displaystyle \operatorname {SU} (2)}陈–西蒙斯理论中威尔森循环的真空期望值表达了琼斯多项式（一种扭结不变量）。这充分展示了规范理论为拓扑学提供新见解的能力，也是拓扑量子场论的最早实例之一。
在经典陈-西蒙斯理论的量子化中，我们研究主丛上的诱导平直或射影平直联络，被限制到3维流形内的曲面{\displaystyle \Sigma \subset X}。曲面对应的经典状态空间正是阿蒂亚和博特研究的杨–米尔斯方程的模空间。空间的几何量子化由希钦与Axelrod–Della Pietra–Witten独立实现，在结构群为复时，构型空间是希格斯丛的模空间，其量子化由威滕实现。

### 弗洛尔同调
安德烈斯·弗洛尔引入了一种3维流形上的同调，定义类似于有限维莫尔斯同调。当中，莫尔斯函数是{\displaystyle \operatorname {SU} (2)}主丛在3维流形X上的联络空间上的陈-西蒙斯泛函。临界点是平直联络，流线定义为{\displaystyle M\times I}上的杨–米尔斯瞬子，限制到两边界组分上的临界平直联络，这产生了瞬子弗洛尔同调。阿蒂亚-弗洛尔猜想断言，瞬子杜弗洛尔同调与{\displaystyle \Sigma \subset X}面上平直联络的模空间的拉格朗日交弗洛尔同调一致，后者定义了X的希加德分裂（Heegaard splitting），由阿蒂亚和博特的观察是辛的。
与瞬子弗洛尔同调类似，可以定义塞伯格-威滕弗洛尔同调，将瞬子替换为塞伯格-威滕方程的解。克利福德·陶布斯的研究表明，这与嵌入切触同调和之后的希加德弗洛尔同调是同构的。

## 4维规范理论
4维规范理论的研究最为深入，数学研究与物理起源关系密切，因为标准模型可看做4维时空上的量子场论。4维规范理论的研究会自然引出拓扑量子场论，这类理论是对4维底流形的黎曼度量变化不敏感的规范场论，因此可用于定义流形（或光滑结构）的拓扑不变量。

### 反自偶方程
4维杨–米尔斯方程可简化为1阶反自偶方程{\displaystyle \star F_{A}=-F_{A}}，其中A是4维有向黎曼流形X上主丛{\displaystyle P\to X}上的联络。杨–米尔斯方程的这些解代表了杨–米尔斯泛函的绝对最小值，，更高阶的临界点则对应不来自反自偶联络的解{\displaystyle d_{A}\star F_{A}=0}。反自偶方程的解的模空间{\displaystyle {\mathcal {M}}_{P}}允许我们推导出底4维流形的有用不变量。

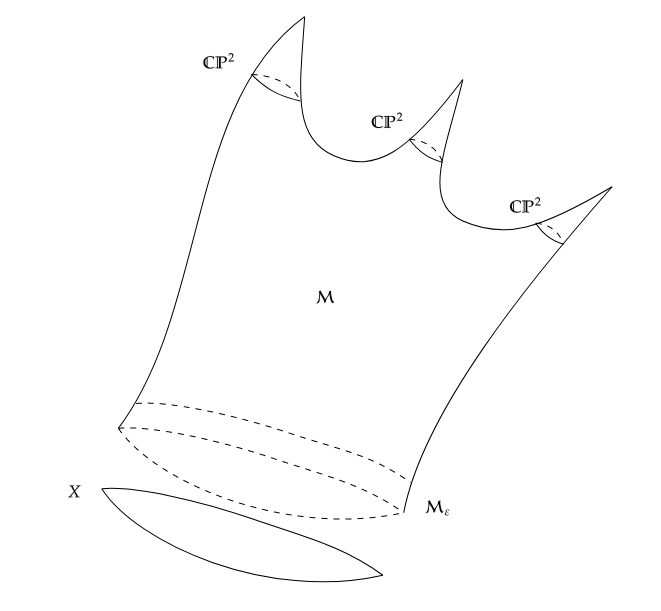
唐纳森定理中反自偶联络的模空间给出的配边

这一理论在X单连通时最有效。例如，唐纳森定理指出，若4维流形具有负定交形式，且若主丛以特殊酉群{\displaystyle \operatorname {SU} (2)}为结构群、第二陈类{\displaystyle c_{2}(P)=1}，则模空间{\displaystyle {\mathcal {M}}_{P}}是5维的，且给出X自身同{\displaystyle \mathbb {CP} ^{2}}的{\displaystyle b_{2}(X)}副本的反向不交并之间的配边。这说明，这类4维流形的交形式是可对角化的。有些单连通的拓扑4维流形的交形式不可对角化，例如E8流形。所以，唐纳森定理意味着存在没有光滑结构的拓扑4维流形。这与2、3维情形形成鲜明对比，当中拓扑结构和光滑结构等价：任何维数不大于3的的拓扑流形上都有唯一的光滑结构。
克利福德·陶布斯和唐纳森也用类似手法证明，欧氏空间{\displaystyle \mathbb {R} ^{4}}具有不可数无穷多个不同的光滑结构；而在维度不等于4时，欧氏空间具有唯一的光滑结构。
这些观点的延伸产生了唐纳森理论，其从光滑4维流形的联络模空间中构造出光滑4维流形的更多不变量。凯伦·乌伦贝克、陶布斯与唐纳森的分析工作显示了模空间的有向性与紧性，确保了模空间基本类存在。这些不变量就是求模空间上的上同调类与基本类得到的。
4维流形是凯勒流形或代数曲面，且主丛具有趋于0的第一陈类时，反自偶方程等价于复流形X上的厄米杨-米尔斯方程。唐纳森证明代数曲面情形、乌伦贝克和丘成桐推广到一般情形的小林–希钦对应指出，HYM方程的解对应全纯稳定向量丛。这项研究给出了模空间及其紧化的另一种代数描述，因为复流形上的半稳定全纯向量丛模空间的模空间是射影簇，因此是紧的。这表明，紧化联络模空间的的一种方法是加入对应于半稳定向量丛的联络，即所谓殆厄米杨-米尔斯联络。

### 塞伯格–威滕方程
在研究4维超对称的过程中，爱德华·威滕和内森·塞伯格发现了一个联络A与旋量场{\displaystyle \psi }构成的方程组，现在称之为塞伯格–威滕方程。这时，4维流形必须包含一个SpinC结构，它定义了一个具有定线丛L的主SpinC丛P，以及一个相关的旋量丛{\displaystyle S^{+}}。联络A在L上，旋量场{\displaystyle \psi \in \Gamma (S^{+})}。塞伯格–威滕方程为
{\displaystyle {\begin{cases}F_{A}^{+}=\psi \otimes \psi ^{*}-{\frac {1}{2}}|\psi |^{2}\\d_{A}\psi =0.\end{cases}}}
解称作单极（monopole），其模空间{\displaystyle {\mathcal {M}}_{\sigma }}（{\displaystyle \sigma }表示自旋结构的选择）用于推导塞伯格–威滕不变量。塞伯格–威滕方程与反自偶方程相比有个优势：可对方程本身加以微扰，使解的模空间具有更好的性质，为此可在第一个方程添加任意自偶2-形式。对底4维流形上的度量g的一般选择及微扰2-形式的选择，解的模空间是紧光滑流形。在较好情形（流形X是简单类型）下，这模空间是0维的：点的有限集合。这时塞伯格–威滕不变量就是模空间中的点数。塞伯格–威滕不变量可用于证明很多余唐纳森不变量相同的结果，但通常更容易，适用范围也更广。

## 高维规范理论

### 厄米杨–米尔斯方程
凯勒流形或厄米流形上可以研究一类特殊的杨–米尔斯联络。厄米杨–米尔斯方程将4维杨–米尔斯理论中的反自偶方程推广为任意维厄米复流形上的全纯向量丛。若{\displaystyle E\to X}是紧凯勒流形{\displaystyle (X,\omega )}上的全纯向量丛、A是E上的厄米联络，与某个厄米度量h有关，则厄米杨–米尔斯方程可表为
{\displaystyle {\begin{cases}F_{A}^{0,2}=0\\\Lambda _{\omega }F_{A}=\lambda (E)\operatorname {Id} _{E},\end{cases}}}
其中{\displaystyle \lambda (E)\in \mathbb {C} }是取决于E的拓扑常数。它们可以视作是厄米联络A的方程，也可视作是相应厄米度量h与相关陈联络A的方程。4维空间中，HYM方程等价于ASD方程。2维空间中，HYM方程对应阿蒂亚和博特的杨–米尔斯方程。小林–希钦对应指出，HYM方程的解对应多稳全纯向量丛。对紧黎曼曲面，这是唐纳森证明的那拉西姆汉–塞沙德里定理；代数曲面情形，是唐纳森证明的；一般情形是由凯伦·乌伦贝克和丘成桐证明的。辛普森在非阿贝尔霍奇定理中推广了这一定理，实际上它是希格斯丛的希格斯场{\displaystyle (E,\Phi )}置为0时的特例。

### 异常完整瞬子
杨–米尔斯方程的解在定义4维流形不变量时的有效性引发了人们的兴趣，它们可能有助于区分特殊完整流形，如7维G2流形与8维Spin(7)流形，以及相关的结构，如6维卡拉比–丘流形与近凯勒流形。

### 弦论
超弦理论模型产生了新的规范理论问题。这类模型中，宇宙是由4维规则时空和6维卡拉比-丘流形组成的10维对象，作用于弦的场在高维空间的丛上生存，人们对与之相关的规范理论很感兴趣。例如，弦半径趋近于0时（即所谓“大体积极限”），超弦理论中的自然场论在6维卡拉比-丘流形上的极限由流形上的厄米杨–米尔斯方程给出。远离大体积极限，便得到变形厄米杨–米尔斯方程，描述了超弦B模型中D膜的运动方程。镜像对称猜想预言，方程的解对应镜像对偶卡拉比-丘流形的特殊拉格朗日子流形。